# Anas Al-Sharif
Anas Jamal Mahmoud Al-Sharif (arabisch أنس جمال محمود الشريف, DMG Anas Ǧamāl Maḥmūd aš-Šarīf; * 3. Dezember 1996 in Dschabaliya; † 10. August 2025 in Gaza-Stadt) war ein palästinensischer Journalist des arabischsprachigen Senders Al Jazeera. Bekannt wurde er durch seine Berichterstattung aus dem Norden des Gazastreifens während des Gaza-Krieges. Al-Sharif wurde am 10. August 2025 durch einen israelischen Luftangriff auf das Pressezelt vor dem Al-Schifa-Krankenhaus in Gaza-Stadt getötet.

## Leben
Al-Sharif wurde 1996 im Flüchtlingslager Dschabaliya im Gazastreifen als Sohn einer Flüchtlingsfamilie geboren, die während der Nakba von 1948 aus der Stadt Al-Majdal (der heutigen israelischen Stadt Aschkelon) vertrieben worden war. Bereits als Kind wollte er Journalist werden; in sozialen Medien wurden nach seinem Tod Fotos des jungen Al-Sharif gepostet, die zeigen, wie er während des Gaza-Krieges 2008/2009 den Berichten von Journalisten zusieht. Al-Sharif schloss sein Studium an der Al-Aqsa-Universität mit dem Bachelor in Medien- und Kommunikationswissenschaft mit Schwerpunkt Hörfunk und Fernsehen ab. Er machte ein Volontariat beim Al-Shamal Media Network und arbeitete anschließend als Reporter und Videograf, zuletzt als Nordgaza-Korrespondent für Al Jazeera. BBC und CNN zufolge arbeitete Sharif vor dem aktuellen Konflikt für ein Hamas-Medienteam in Gaza.
Während des Gaza-Krieges blieb Al-Sharif im Norden des Gazastreifens und berichtete fortlaufend aus umkämpften Gebieten. Die israelische Regierung warf Al-Sharif wiederholt terroristische Aktivitäten vor. Schon 2023 war er wegen seiner Kriegsberichterstattung unter Druck geraten: Das Komitee zum Schutz von Journalisten (CPJ) berichtete, sein 90-jähriger Vater sei im Dezember 2023 bei einem Luftangriff auf das Haus der Familie getötet worden; Wochen zuvor hatte der Journalist laut CPJ mehrere telefonische Drohungen von israelischen Armeeoffizieren erhalten, die ihn aufforderten, seine Berichterstattung einzustellen und den nördlichen Gazastreifen zu verlassen. Berufsverbände und internationale Organisationen warnten wiederholt vor persönlichen Drohungen gegen ihn und andere Reporter. Nach Bekanntgabe eines Waffenstillstands im Januar 2025 legte Al-Sharif während einer Live-Schalte demonstrativ Helm und Schutzweste ab; Videos der Szene verbreiteten sich international. Das Komitee zum Schutz von Journalisten forderte im Juli 2025 Schutz für Al-Sharif und wies Vorwürfe zurück, wonach er ein Kämpfer sei. Auch die UN-Sonderberichterstatterin für Meinungsfreiheit, Irene Khan, verurteilte am 31. Juli 2025 die gegen Al-Sharif gerichteten Drohungen als Versuch, Berichterstattung zu unterdrücken.

## Tod
Al-Sharif wurde am 10. August 2025 zusammen mit vier weiteren Journalisten und zwei weiteren Menschen bei einem Luftangriff auf ein Zelt außerhalb des al-Schifa-Krankenhauses in Gaza-Stadt getötet. Der Angriff beschädigte einen Teil der Notaufnahme des Krankenhauses. Al-Sharif hatte wenige Minuten vor seinem Tod in sozialen Medien über intensive israelische Bombardements berichtet. Als Grund für seine gezielte Tötung wird angegeben, er habe eine Terrorzelle der Hamas geleitet. Dies stritt er ab, auch sein Arbeitgeber sowie Journalistenverbände widersprachen dieser Darstellung. Neben Al-Sharif kamen die Journalisten Mohammed Qreiqeh, Ibrahim Zaher, Mohammed Noufal und Moamen Aliwa sowie zwei weitere Personen ums Leben. Das israelische Militär bestätigte, dass der Angriff Al-Sharif zum Ziel gehabt habe.

## Kontroverse um die Tötung
Nach seinem Tod veröffentlichte die IDF Material über Al-Sharif, das dessen enge Verbindung zur Hamas-Terrororganisation belegen soll. In sozialen Netzwerken wurde vielfach ein Beitrag verbreitet, den Al-Sharif am 7. Oktober 2023, dem Tag des Terrorangriffs der Hamas auf Israel, veröffentlicht haben soll. Darin hieß es: „9 Stunden und die Helden ziehen immer noch durch das Land, töten und nehmen gefangen … Oh Gott, wie großartig du bist.“ Der Post wurde zwar gelöscht, stammt aber nach Recherchen des NDR tatsächlich aus Al-Sharifs Telegram-Kanal. Laut dem Faktenfinder-Bericht zeigte eine Analyse seiner Veröffentlichungen, dass Al-Sharif „mutmaßlich Sympathien für die Hamas gehegt haben könnte“, denn er benutzte häufig Herz-Emojis in Grün – der Farbe der Hamas – im Zusammenhang mit Beiträgen über die Terrororganisation. Auch Selfies mit hohen Hamas-Funktionären, von denen Al-Sharif einige selbst geteilt haben soll, wurden untersucht. Nach Dezember 2023, dem Beginn von Al-Sharifs Korrespondententätigkeit für Al Jazeera, fanden sich keine derartigen Beiträge mehr auf seinen Kanälen; in einigen jüngeren Beiträgen übte er auch Kritik an der Hamas. Konkrete Belege für die Leitung einer Hamas-Terrorzelle liegen dem Team des NDR nicht vor.
Raed Fakih von Al Jazeera warf dem israelischen Militär vor, Geschichten über Journalisten zu erfinden, bevor es sie tötet, um „zu verbergen, was es in Gaza tut“. Israel hatte zuvor bestritten, Journalisten ins Visier zu nehmen. Seit Kriegsbeginn wurden mehr als 200 Medienschaffende von israelischen Streitkräften getötet. Diese Zahl sei „absolut inakzeptabel“, so die deutsche Bundesregierung. Al Jazeera verurteilte den Angriff als „gezielte Tötung“ und als erneuten schweren Angriff auf die Pressefreiheit.
Internationale Medien und Organisationen verwiesen darauf, dass zuvor bereits zahlreiche Journalistinnen und Journalisten in Gaza getötet worden waren; die UN-Menschenrechtsstelle sprach von einem Verstoß gegen das humanitäre Völkerrecht, nach dem Medienschaffende als Zivilpersonen geschützt sind. Laut der BBC hat der Angriff „effektiv das gesamte Team des Netzwerks“ von Al Jazeera in Gaza-Stadt ausgelöscht, während die israelische Armee Vorbereitungen getroffen habe, um dort die Kontrolle zu übernehmen. Ein Sprecher des britischen Premierministers Keir Starmer erklärte, die Regierung sei „äußerst besorgt“ über die wiederholten Angriffe auf Journalisten in Gaza.
Die Nichtregierungsorganisation Reporter ohne Grenzen erklärte: „Ohne entschlossene Maßnahmen der internationalen Gemeinschaft, um die israelische Armee zu stoppen, werden wir wahrscheinlich weitere solche außergerichtlichen Morde an Medienvertretern erleben.“ Die Internationale Journalisten-Föderation (IFJ) verurteilte den Angriff „aufs Schärfste“, weitere Kritik kam vom Deutschen Journalisten-Verband (DJV): „Wir verlangen Aufklärung über die Hintergründe der Tötungen“, erklärte der DJV-Bundesvorsitzende Mika Beuster. Eine unabhängige Prüfung der gegen Al-Sharif erhobenen Vorwürfe sei unmöglich, da Israel internationalen Journalisten keinen Zugang zum Gazastreifen gewähre, so Beuster.
Das Komitee zum Schutz von Journalisten verurteilte die Tötung der Al-Dschasira-Mitarbeiter und erklärte, Israel habe „eine langwährende, dokumentierte Praxis, Journalisten als Terroristen zu beschuldigen“, ohne glaubwürdige und verifizierbare Beweise vorzulegen; dies sei auch hier der Fall gewesen. Dazu komme ein weiteres Muster in Gaza, dass Journalisten – wie in Al-Sharifs Fall – über Drohungen berichteten und anschließend ihre Familienmitglieder getötet würden.

## Privates
Al-Sharif war verheiratet und Vater von zwei Kindern.

## Auszeichnungen
Al-Sharif gehörte zu einem Team der Nachrichtenagentur Reuters, das 2024 für seine Fotoberichterstattung zum Israel-Gaza-Krieg mit dem Pulitzer-Preis für „Breaking News Photography“ ausgezeichnet wurde.

## Gaza-Photos von Al-Sharif und Saleh Najm (Oktober 2023)

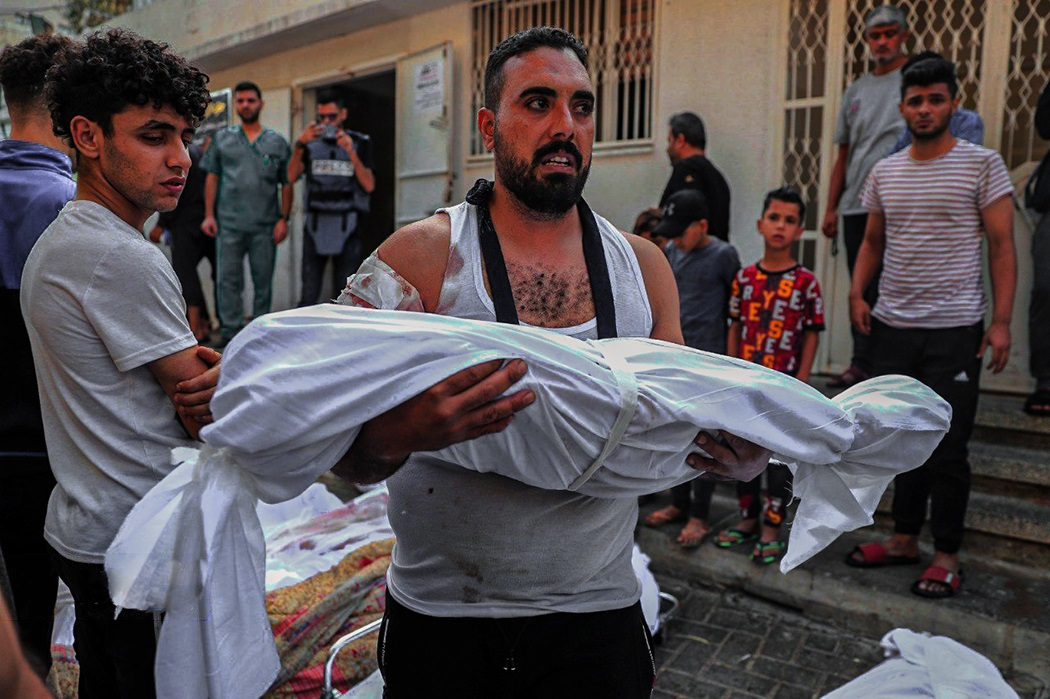
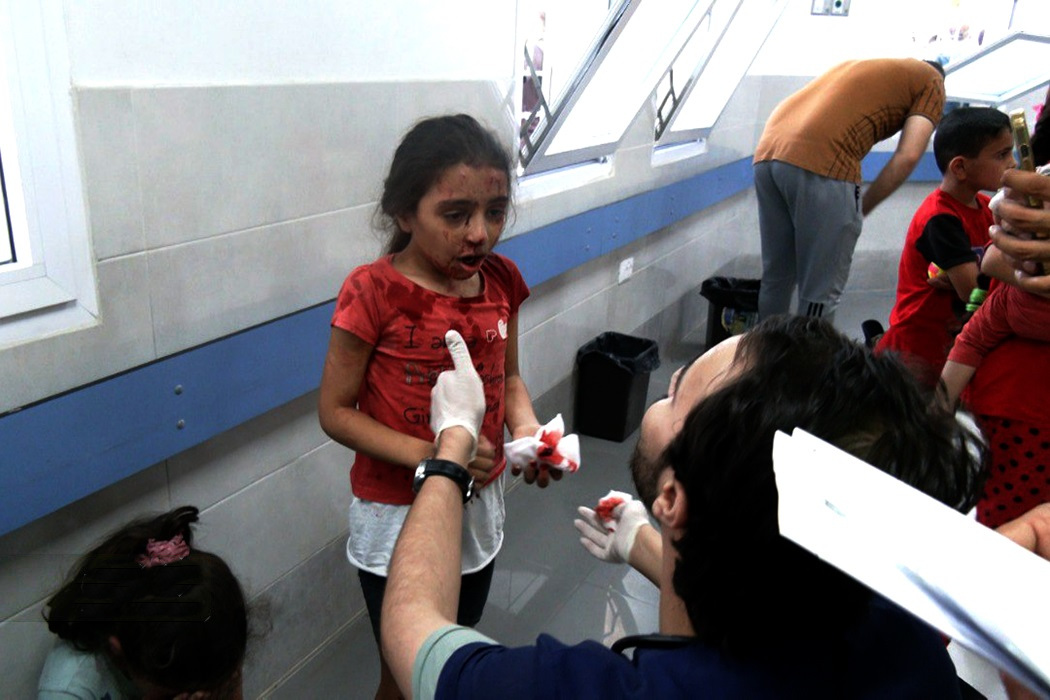
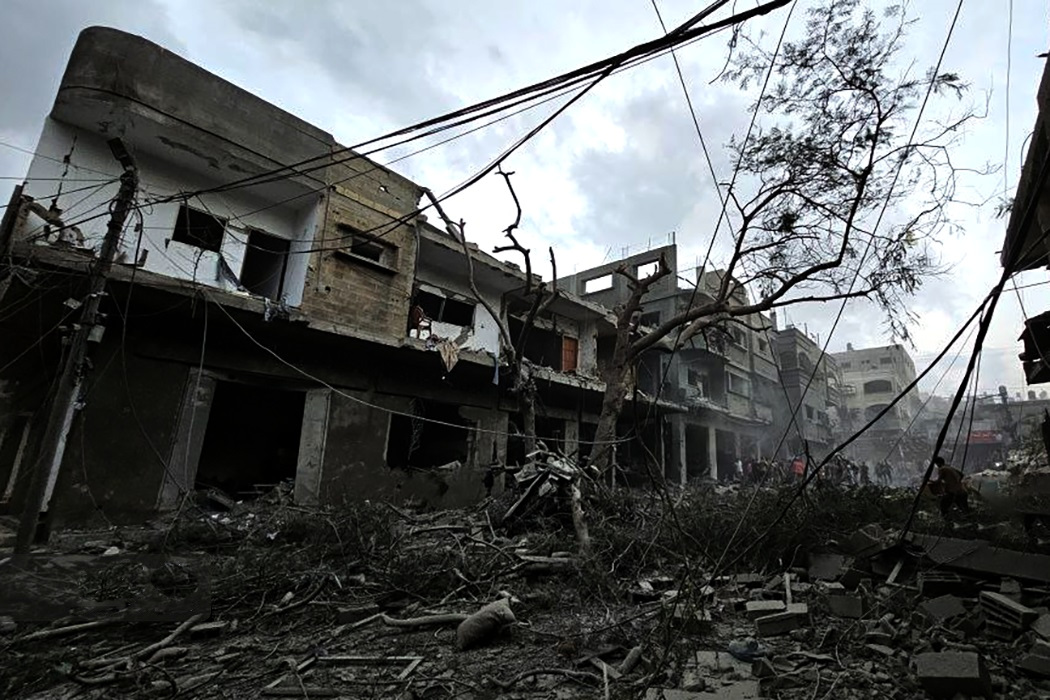
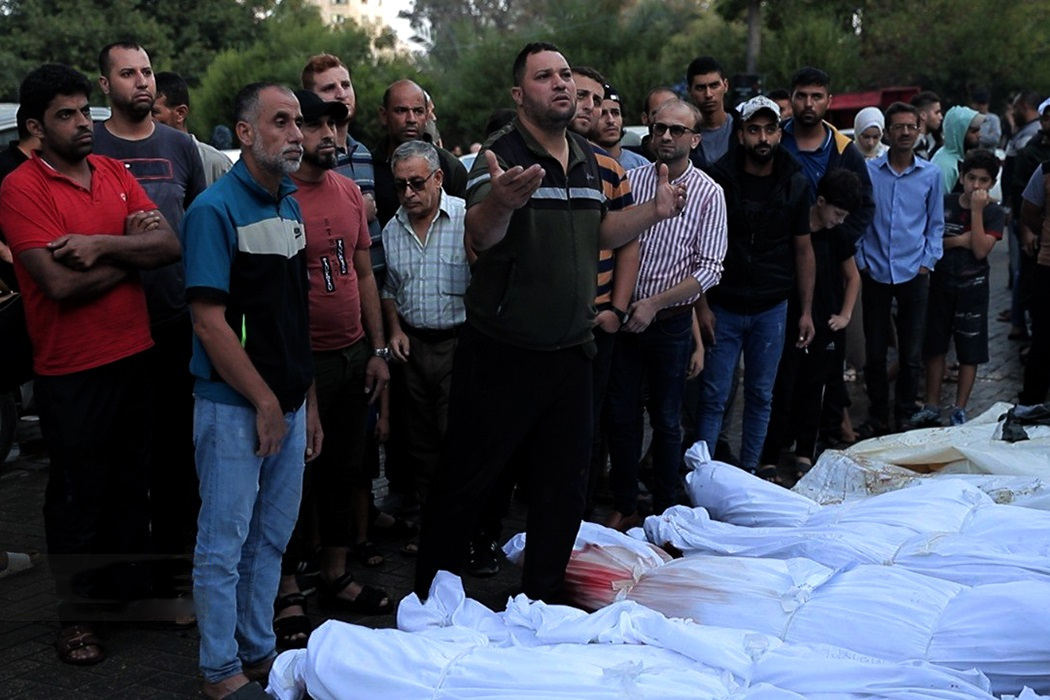